# Los Aguacates, Acuitzio
Los Aguacates är en ort i Mexiko.   Den ligger i kommunen Acuitzio och delstaten Michoacán de Ocampo, i den södra delen av landet, 230 km väster om huvudstaden Mexico City. Los Aguacates ligger 2 136 meter över havet och antalet invånare är 102.
Terrängen runt Los Aguacates är huvudsakligen kuperad, men västerut är den bergig. Runt Los Aguacates är det tätbefolkat, med 427 invånare per kvadratkilometer. Närmaste större samhälle är Acuitzio del Canje, 2,6 km norr om Los Aguacates. I omgivningarna runt Los Aguacates växer huvudsakligen savannskog.